# Zarándi-hegység
A Zarándi-hegység (régebbi nevén Hegyes Dócsa vagy Hegyes-Drócsa, románul Munții Zarandului) az Erdélyi-középhegység része, az Erdélyi-érchegység nyugatra kinyúló oldalága, mely Bihar és Arad megye területére terjed ki.

## Fekvése
A Zarándi-hegység Arad megye területén fekszik. Kelet felől az Erdélyi-érchegység, délen a Maros folyó, nyugaton az Alföld és Arad-hegyalja, északon a Fehér-Körös határolja.

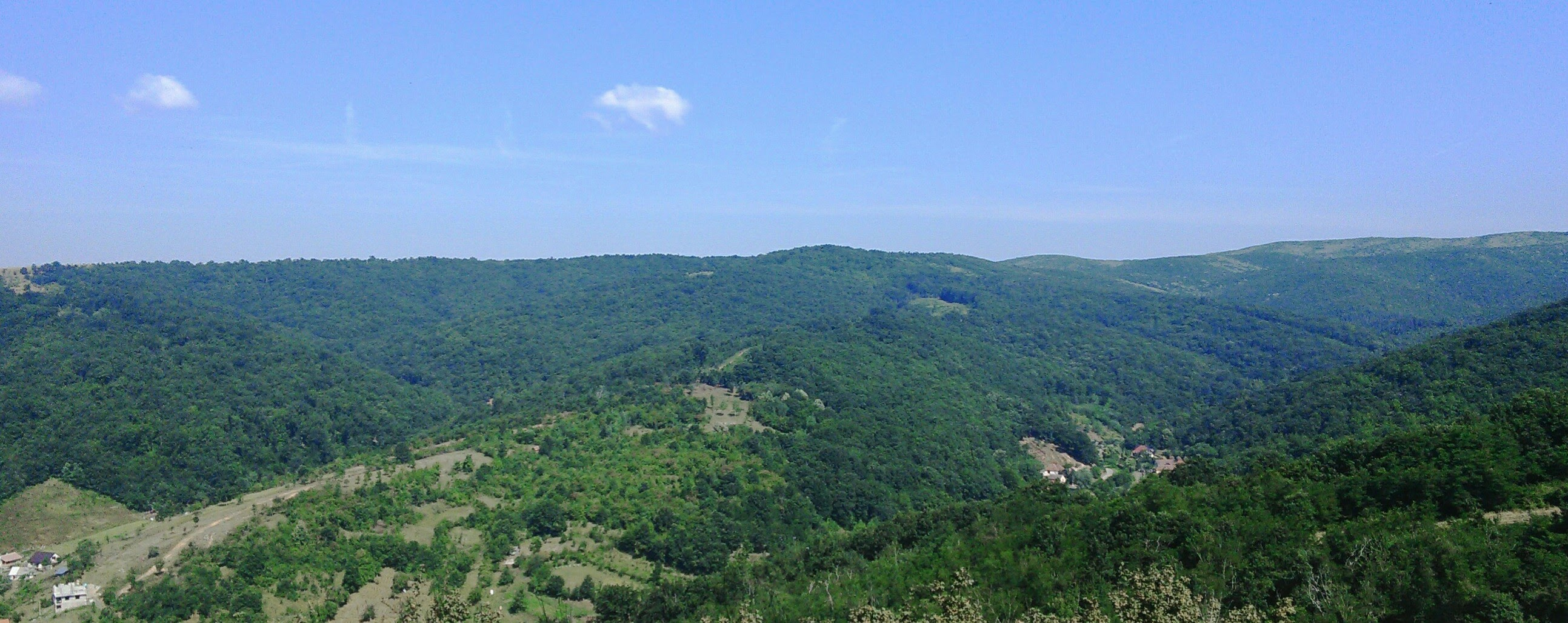
A Zarándi-hegység vonulata Solymos várából nézve

## Földrajza
A Zarándi- vagy régi nevén Hegyes Dócsa hegységet először id. Lóczy Lajos geológus írta le és térképezte fel 1883 és 1887 között.
A hegység átlagos tengerszint feletti magassága 119 méter, hossza 66 kilométer. Nyugat-kelet irányú vízválasztó vonalának két legmagasabb kúpjai a 796 méter magas és a 836 méter magasságú Solymos, vagy régi nevén Dócsa.
Az itt található 300-350 méterre csökkenő nyergek két részre; Hegyes-re és Drócsa-ra osztják a hegységet. A két gerincet elválasztó nyereg egészen a Nádas-brezovai nyeregig megtartja a 350 méteres magasságot, innen azonban egyenletesen emelkedik a Drócsa (románul Drocea), vagy régi nevén Solymos nevű főcsúcsig, melynek magassága 836 méter.
A hegység nyugati oldalán található 796 méter magasságú Hegyes fő gerince a Maros felé húzódik és egészen Debella-Gora-ig megtartja a 800 méter körüli magasságot.
A Zarándi hegység uralkodó kőzete a filteres agyagpala, mely tele van kvarcit-lencsékkel és kvarcit-padokkal.
A Hegyes hegységrész déli lejtőinek kétharmadát diorit és gránit, a szlatinai völgy-et csillámpala és gránit keveréke borítja.

## Nevezetességei
- Lippa, a várból máig fennmaradt török bazár
- Solmyos vára (Solymosvár községben)
- Világos vára
- Ménesi borvidék
- Máriaradnai kegytemplom és kolostor

## Növényvilága

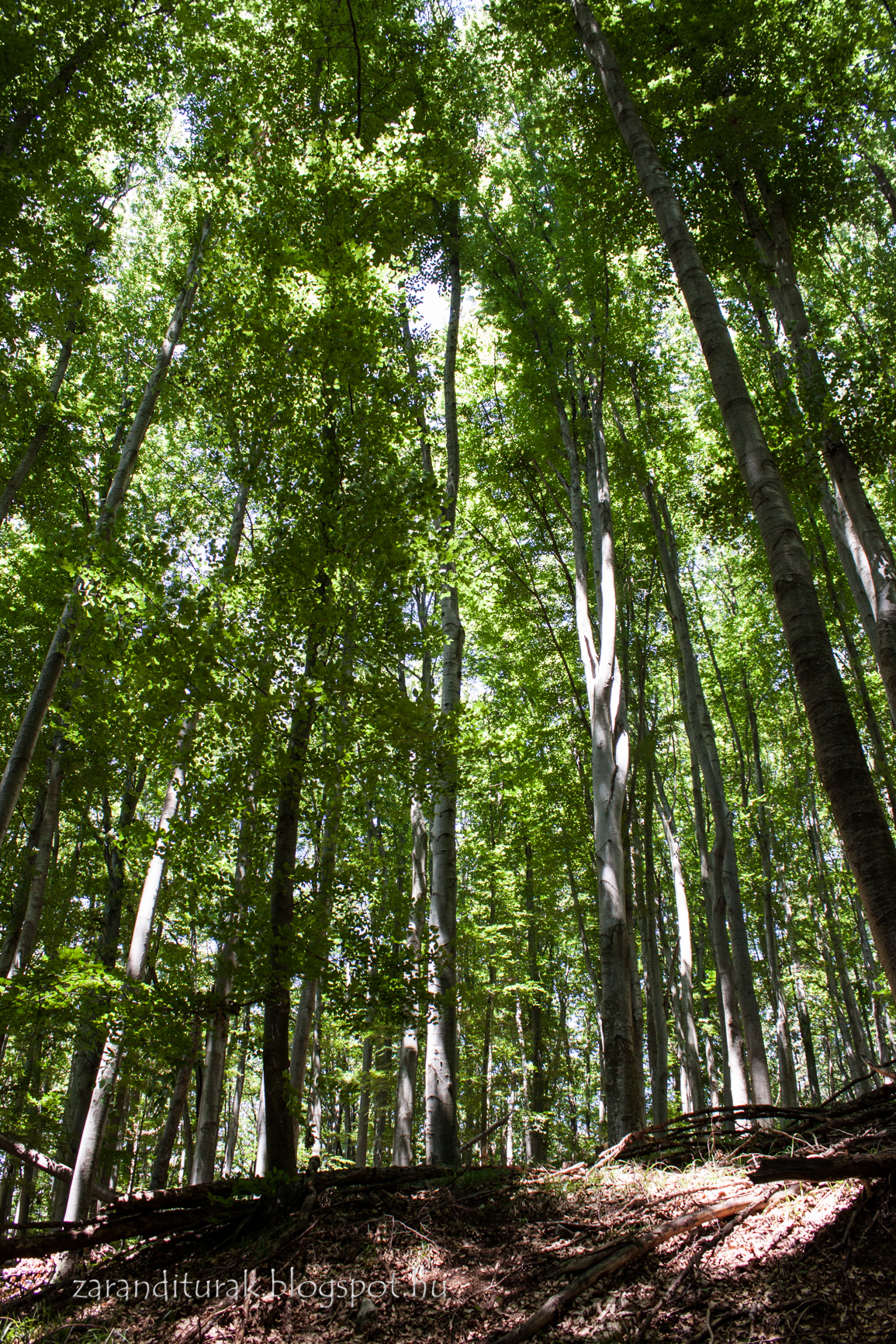
Bükkös a Hegyes csúcsának közelében

A Zarándi-hegység középhegységi növénytársulásokkal rendelkezik. 600 méter felett bükkösök, foltokban fenyvesek találhatóak. 600 méter alatt általában gyertyános-kocsánytalan tölgyes társulásokat lehet megfigyelni. A települések környékén legelők, kaszálók, gyümölcsösök, akácosok találhatóak. Az erdőirtásokon gyorsan elszaporodnak a cserjék, többek között a vadszeder és a vadrózsa. A hegység növényvilágával kapcsolatban nem található részletes kutatás.

## Állatvilága
A Zarándi-hegység állatvilágáról egyetlen szakirodalom sem szól, így csak saját megfigyelésekre lehet hagyatkozni.
Rovarok közül többféle lepkefaj repked a hegység erdeiben és mezőin. Többek között közönséges boglárka, kis fehérsávoslepke, közönséges gyöngyházlepke, citromlepke.
A hüllők közül él itt a keresztes vipera, fürge gyík, erdei sikló.
Az erdőkben és a legelőkön a fekete harkály, szajkó, kakukk, sólyom képviseli a madarakat.
A nagy emlősök közül a farkas, őz, vaddisznó, vadmacska, róka él a hegység erdeiben.